# Ангел-винищувач
«Ангел-винищувач» (ісп. El ángel exterminador) — мексиканський чорно-білий кінофільм 1962 року, знятий Луїсом Бунюелем у жанрі трагікомедії. Фільм-учасник основної конкурсної програми 15-го Каннського кінофестивалю.

## Сюжет
Після вистави в театрі, запрошені на вечерю представники місцевої еліти з'ясовують, що не можуть покинути вітальні. Загадкові, містичні причини не дозволяють їм перетнути поріг. Страх та відчай охоплюють гостей після двох днів незбагненного ув'язнення. Перебування в замкнутому просторі виявляє усі людські гріхи та ниці інстинкти.

## У ролях
| Актор                  | Роль                |
| ---------------------- | ------------------- |
| Сільвія Піналь         | Летисія «Валькірія» |
| Енріке Рамбаль         | Едмундо Нобіле      |
| Клаудіо Брук           | Хуліо, мажордом     |
| Хосе Бав'єра           | Леандро Гомес       |
| Августо Бенедіко       | доктор Карлос Конде |
| Антоніо Браво          | Серхіо Руссель      |
| Жаклін Андере          | Алісія де Рок       |
| Офелія Монтеско        | Беатріс             |
| Сесар Дель Кампо       | полковник Альваро   |
| Роса Елена Дурхель     | Сільвія             |
| Лусі Гальярдо          | Лусія де Нобіле     |
| Енріке Гарсія Альварес | Альберто Рок        |
| Офелія Гільмаїн        | Хуана Авіла         |
| Надя Аро Оліва         | Ана Майнар          |
| Тіто Хунко             | Рауль               |
| Хав'єр Лойя            | Франсіско Авіла     |

## Історія створення та вплив
«Ангел-винищувач» знаменує повернення Бунюеля до сюрреалістичних витоків своєї режисури після більш ніж 30 років роботи у комерційному мексиканському кіно. Ідею сюжету навіяла картина Теодора Жеріко «Пліт Медузи». Назву Бунюелю випадково підказав Хосе Бергамін, який розповів, що хоче назвати так нову п'єсу, після чого Бунюель попросив дозволу взяти цю назву для свого фільму. На думку виконавиці головної ролі, змальована Бунюелем ситуація нагадує сучасні реаліті-шоу.
Прем'єра фільму відбулася у травні 1962 року в рамках основної конкурсної програми Каннського кінофестивалю.
У стрічці Вуді Аллена «Опівночі в Парижі» (2011) головний герой Гіл Пендер у виконанні Овена Вілсона підказує ідею фільму Луїсу Бунюелю: «— О, містере Бунюель! У мене є чудова ідея для вашого фільму: група людей збирається на офіційну вечерю. В кінці, коли вони намагаються розійтись, вони не можуть… Просто подумайте. Хто знає? Можливо одного дня під час гоління це вас зацікавить».
Стівен Кінг включив картину до списку 100 найвизначніших фільмів жаху з 1950-го по 1980 роки.

## Нагороди
- 1962 — Фільм брав участь в основному конкурсі Каннського кінофестивалю, де здобув Приз ФІПРЕССІ (Луїс Бунюель).
- 1963 — Премія Боділ Асоціації кінокритиків Данії за найкращий неєвропейський фільм (Луїс Бунюель).
- 1963 — Показом картини відкрився перший Нью-Йоркський кінофестиваль.
- 1967 — Приз Французького синдикату кінокритиків за найкращий іноземний фільм (Луїс Бунюель).
- 1967 — Премія «Срібна богиня» журналістів мексиканського кінематографу найкращій акторці другого плану (Жаклін Андере).